# Orobanche connata
Orobanche connata är en snyltrotsväxtart som beskrevs av C. Koch. Orobanche connata ingår i släktet snyltrötter, och familjen snyltrotsväxter. Inga underarter finns listade i Catalogue of Life.